# Poigern
Poigern ist ein Gemeindeteil der Gemeinde Egenhofen im oberbayerischen Landkreis Fürstenfeldbruck.

## Geografie
Der Ort liegt circa einen Kilometer südlich von Egenhofen an der Kreisstraße FFB 1.

## Geschichte
Der Name Poigern erscheint um 1152 das erste Mal in der Form "Puigern". Damit könnte die "Leute an der Flussbiegung" gemeint sein. Mit Flussbiegung ist die Glonn gemeint. Im späten 16. Jahrhundert erscheint der Ortsname als "Peugern".
Im Jahre 1264 wird Poigern der Pfarrgemeinde Egenhofen zugetragen. Vorher gehörte es zur Pfarrei Günzlhofen. In der zweiten Hälfte des 12. Jahrhunderts ist Poigern Sitz von Ministerialen, vermutlich der Grafen von Dachau. Um 1440 wird ein Dorfgericht des Münchners Bürgers Wetzel bezeugt.
Während des Dreißigjährigen Krieges wird das Dorf von 26 auf 3 Haushalte verkleinert.
1752 werden 13 Anwesen verzeichnet.
1818 wird Poigern der Gemeinde Oberweikertshofen eingegliedert. Aus der Volkszählung vom 1. Dezember 1900 geht hervor, dass in zwölf Haushalten 87 Personen lebte (davon 41 männlich, 46 weiblich). 1918 wird Poigern an das öffentliche Telefonnetz angeschlossen. Im Zuge der Gebietsreform 1978 wurde Poigern als Teil der ehemals selbständigen Gemeinde Oberweikertshofen nach Egenhofen eingegliedert.

## Baudenkmäler
- Katholische Filialkirche St. Nikolaus